# 牧山祐介
牧山 祐介（まきやま ゆうすけ、1997年11月4日 - ）は、日本の元男子バレーボール選手。

## 来歴
大阪府出身。
洛南高校、中央大学を経て、2019年末にパナソニックパンサーズ（現・大阪ブルテオン）の内定選手となった。
2020年、大学卒業後に、パナソニックパンサーズに入団した。
2021年2月、練習中に左アキレス腱断裂（全治6ヶ月）の負傷をした。
2022年、2021-22シーズン終了をもって現役引退し、チームのマネージャーに就任した。
2025年5月、同年9月30日までマネージャーとして活動し、10月より社業専念となることが発表された。

## 所属チーム
- 豊島マグナムズ（小学生時代）
- 洛南高校（2013-2016年）
- 中央大学（2016-2020年）
- パナソニックパンサーズ（2020-2022年）